# Talking with the Taxman About Poetry
Az 1986-os Talking with the Taxman about Poetry Billy Bragg második nagylemeze. Ez az album több zenészt vonultat fel, mint Bragg korábbi albumai, ezeken általában alig volt több mint ének és gitár. Az album mellé két kislemez jelent meg: Levi Stubbs' Tears (25. az Egyesült Királyságban) és a később megjelenő Greetings To The New Brunette (58. hely az Egyesült Királyságban).
Az album címe egyben Majakovszkij-vers címe is. A There Is Poer in a Union a Battle Cry of Freedom dalon alapszik. A Levi Stubbs' Tears Barrett Strong dalszerzőre, Norman Whitfield producerre, a Holland-Dozier-Holland dalszerző és produkciós csapat tagjaira, valamint Levi Stubbs-ra és a Four Tops-ra utal.
Az album szerepel az 1001 lemez, amit hallanod kell, mielőtt meghalsz című könyvben.

## Közreműködők
- Billy Bragg – gitár (akusztikus és elektromos), ének
- Kirsty MacColl – ének
- Ken Craddock – orgona, zongora
- Ken Jones – ütőhangszerek
- Johnny Marr – elektromos gitár
- Simon Moreton – ütőhangszerek
- John Porter – gitár, mandolin, basszusgitár, slide gitár
- George Shilling – ütőhangszerek
- Bobby Valentino – hegedű
- Dave Woodhead – trombita, szárnykürt
- Hank Wangford – vokál és mandolin a Sin City és Deportees dalokon
- Robert Handley – vokál a Hold the Fort-on

## Fordítás
Ez a szócikk részben vagy egészben a Talking with the Taxman about Poetry című angol Wikipédia-szócikk ezen változatának fordításán alapul.  Az eredeti cikk szerkesztőit annak laptörténete sorolja fel. Ez a jelzés csupán a megfogalmazás eredetét és a szerzői jogokat jelzi, nem szolgál a cikkben szereplő információk forrásmegjelöléseként.